# Peter Leibing

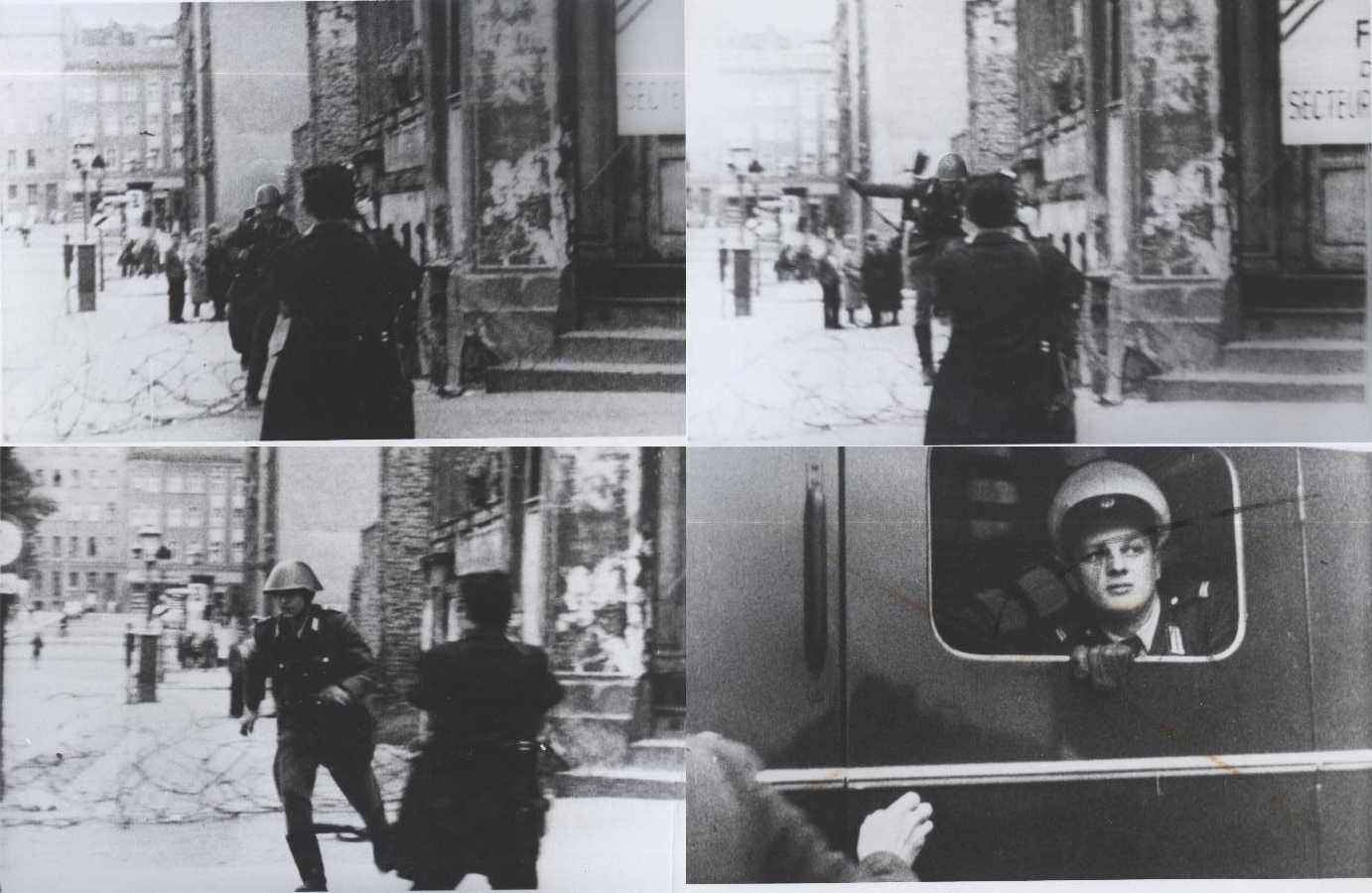
Skok na svobodu, Conrad Schumann přeskakuje plot z ostnatého drátu při stavbě Berlínské zdi

Peter Leibing (1941, Hamburk – 2. listopadu 2008) byl německý fotograf známý svými fotografiemi z roku 1961, na nichž Conrad Schumann přeskakuje přes plot z ostnatého drátu při stavbě Berlínské zdi.

## Životopis
Leibing se narodil v Hamburku v roce 1941. Dne 15. srpna 1961 pracoval pro hamburskou obrazovou agenturu Contiepress a dostal tip od policie, že člen východoněmecké pohraniční stráži se zřejmě pokusí uniknout přes Berlínskou zeď, která byla tehdy ve třetím dni stavby. V té fázi výstavby byla Berlínská zeď pouze nízkým plotem z ostnatého drátu. Ve chvíli, kdy lidé na západní straně křičeli Komm rüber! ("přeskoč!"), Leibing zachytil na fotografii Schumanna, jak přeskakuje přes plot z ostnatého drátu a utíká. Fotografie Skok na svobodu se stala známým obrazem studené války a získala ocenění Overseas Press Club Best Photograph za rok 1961.
Leibing pokračoval v práci jako fotograf, později jako fotoeditor až do důchodu, a to jako policejní fotograf a reportér pro Hamburger Echo, Hamburger Morgenpost a Hamburger Abendblatt.
Peter Leibing zemřel 2. listopadu 2008. Jeho vdova Ruth Leibingová drží práva na jeho slavnou fotografii prchajícího muže.

## Galerie

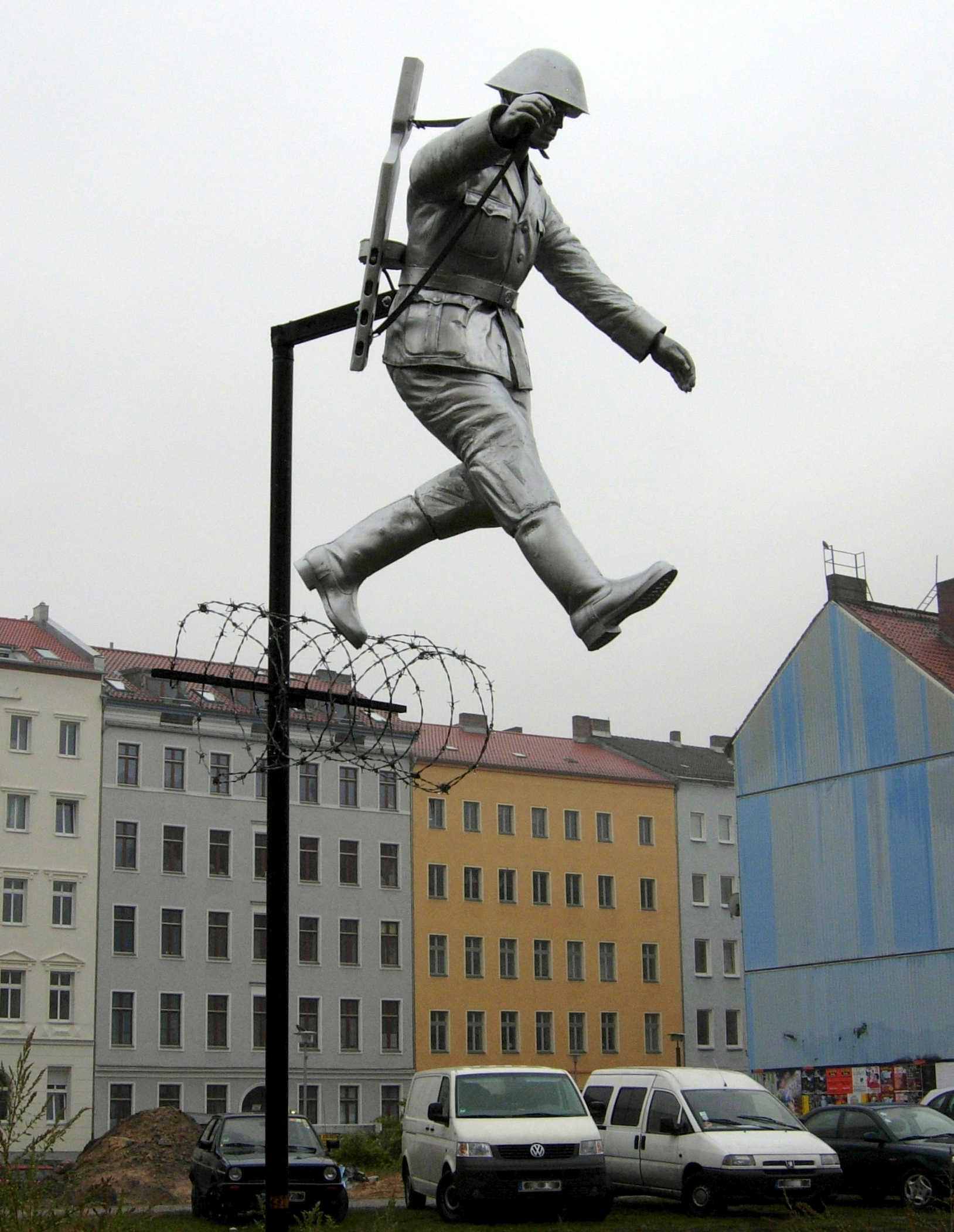
Pomník události v Berlíně
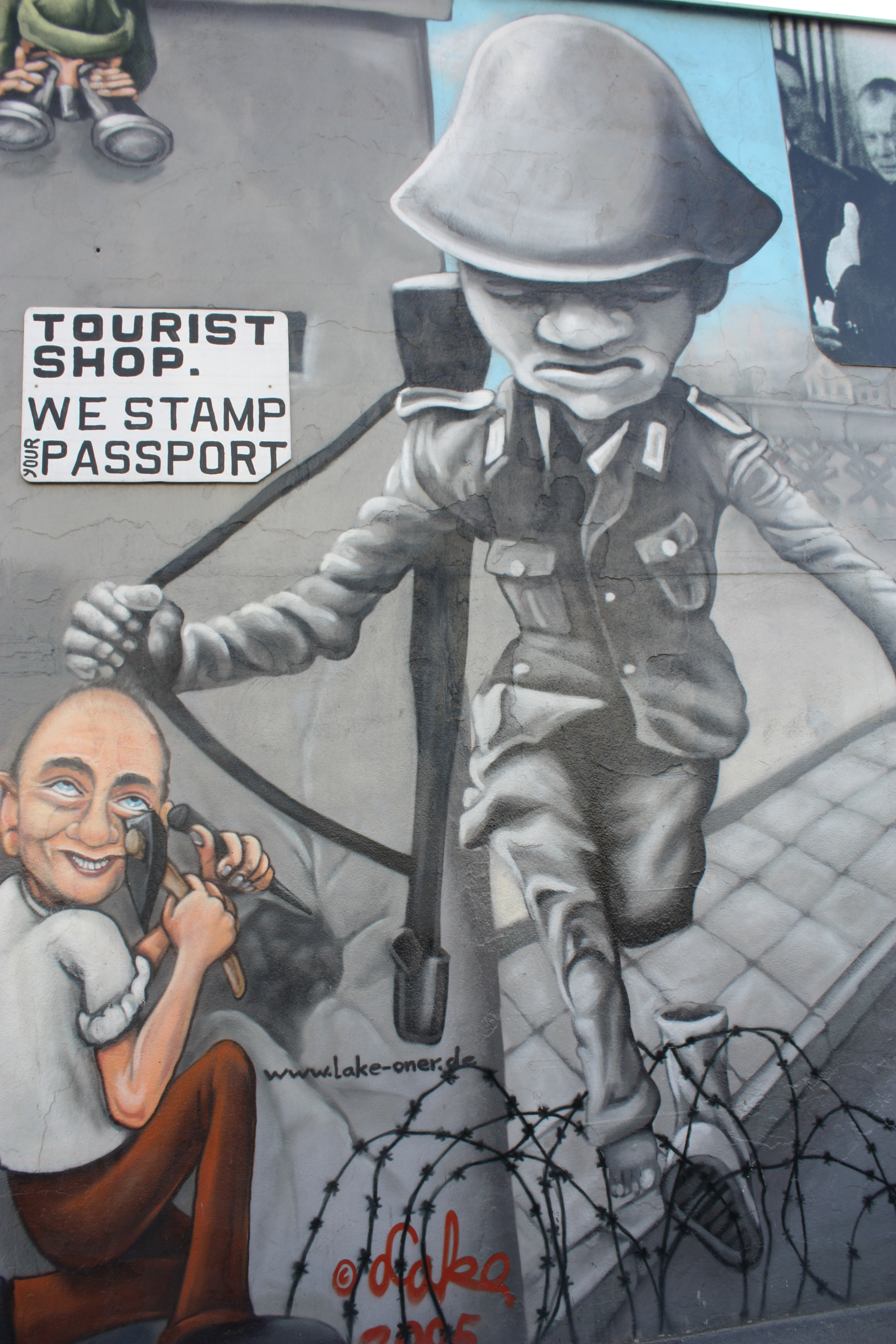
Graffiti inspirované Leibingovou fotografií v galerii East Side Gallery